# 紀元前18年
紀元前18年（きげんぜん18ねん）。

## 他の紀年法
- 干支 : 癸卯
- 日本
  - 垂仁天皇12年
  - 皇紀643年
- 中国
  - 前漢 : 鴻嘉3年
- 朝鮮
  - 高句麗 : 瑠璃明王2年
  - 新羅 : 赫居世40年
  - 百済 : 温祚王元年
  - 檀紀2316年
- 仏滅紀元 : 526年
- ユダヤ暦 : 3743年 - 3744年

## できごと

### アジア
- 温祚王が、百済の初代の王になった。